# Estación de Aravaca
Aravaca es una estación ferroviaria española situada en el distrito madrileño de Moncloa-Aravaca, en el barrio de Aravaca. Forma parte de las líneas C-7 y C-10 de Cercanías Madrid. Aravaca es también el nombre de una estación de la línea 2 del Metro Ligero Oeste cuyo terminal se encuentra a escasos metros de la estación de cercanías. 

## Situación ferroviaria
La estación se encuentra en el punto kilométrico 6,7 de la línea férrea de ancho ibérico que une Madrid-Atocha Cercanías con Pinar de Las Rozas, a 648,60 metros de altitud. El tramo es de vía doble y está electrificado. Históricamente este tramo de la red iba unido a la línea Madrid-Hendaya hasta que se cambió la cabecera de Príncipe Pío a Madrid-Chamartín.

## Historia
La estación de ferrocarril forma parte de la Línea Imperial entre Madrid y Hendaya, aunque una buena parte del tráfico de largo recorrido dejó de pasar por ella tras abrir la estación de Chamartín (pasando por esta estación solamente los trenes de Galicia hasta 1993). En 1980 pasó a formar parte de la red de Cercanías Madrid como parte de la línea C-7 y desde 1996 también pasa por ella la línea C-10.
La estación ha sufrido varias reformas a lo largo de su historia asociadas fundamentalmente a la urbanización en torno a la misma así como a la adecuación a los estándares de las estaciones del núcleo de Cercanías Madrid. Junto a la estación se encontraban los antiguos talleres de la factoría Talgo, desmantelados, demolidos y remplazados por viviendas. Queda como recuerdo de ellos la denominación de la nueva calle, Avenida del Talgo.
Entre 2004 y 2007 se construyeron los andenes de la estación de Metro Ligero junto a la vía sentido Príncipe Pío separados de la plataforma ferroviaria de cercanías por vallas. Se abrió al público esta terminal el 27 de julio de 2007. Recientemente ha sufrido obras de mejora para el cierre del perímetro y la instalación de tornos de acceso.

## Servicios ferroviarios

### Cercanías

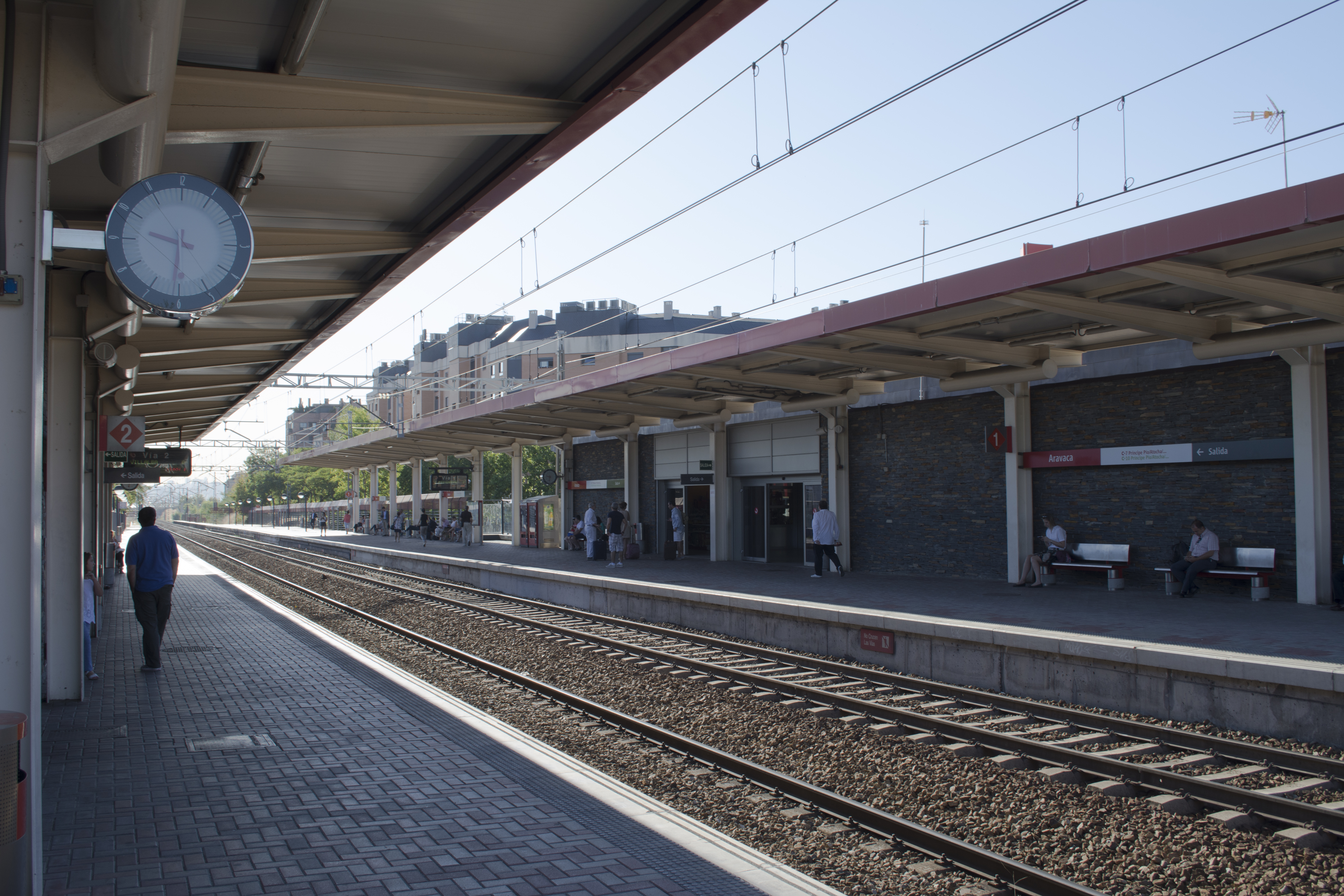
Andenes de la estación de cercanías de Aravaca.

La estación forma parte de las líneas C-7 y  C-10 de la red de Cercanías Madrid. 
Al encontrarse en la ciudad de Madrid, su zona definida por el Consorcio de Transportes es la A, válida para los viajeros de Cercanías Madrid y autobuses de la EMT que tienen parada en los alrededores, sin embargo, para llegar a esta estación utilizando la línea de Metro Ligero ML-2 o autobuses interurbanos, se necesita un título para la zona B1.

## Conexiones

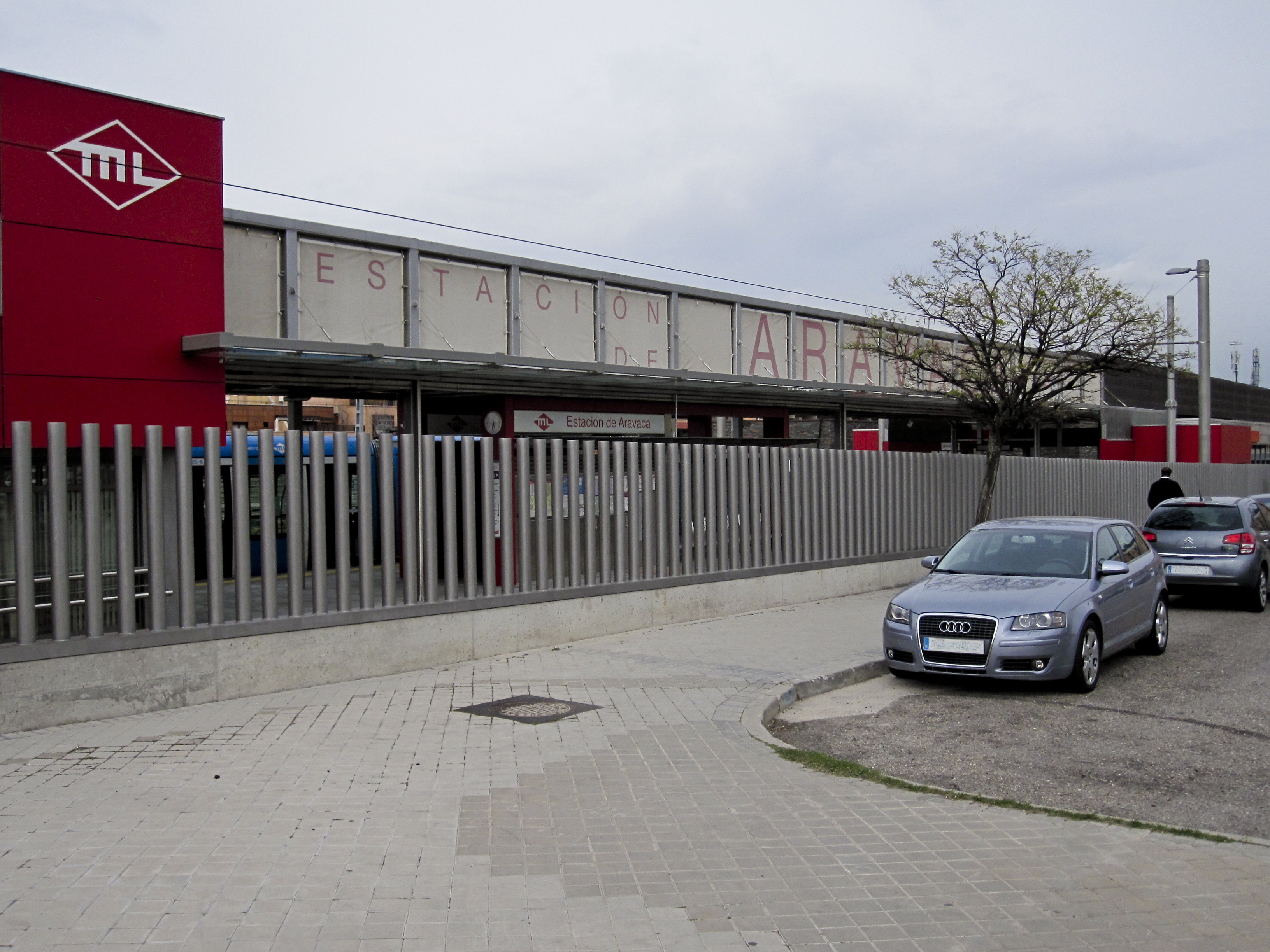
Vista general de la estación de Metro Ligero, en 2012.

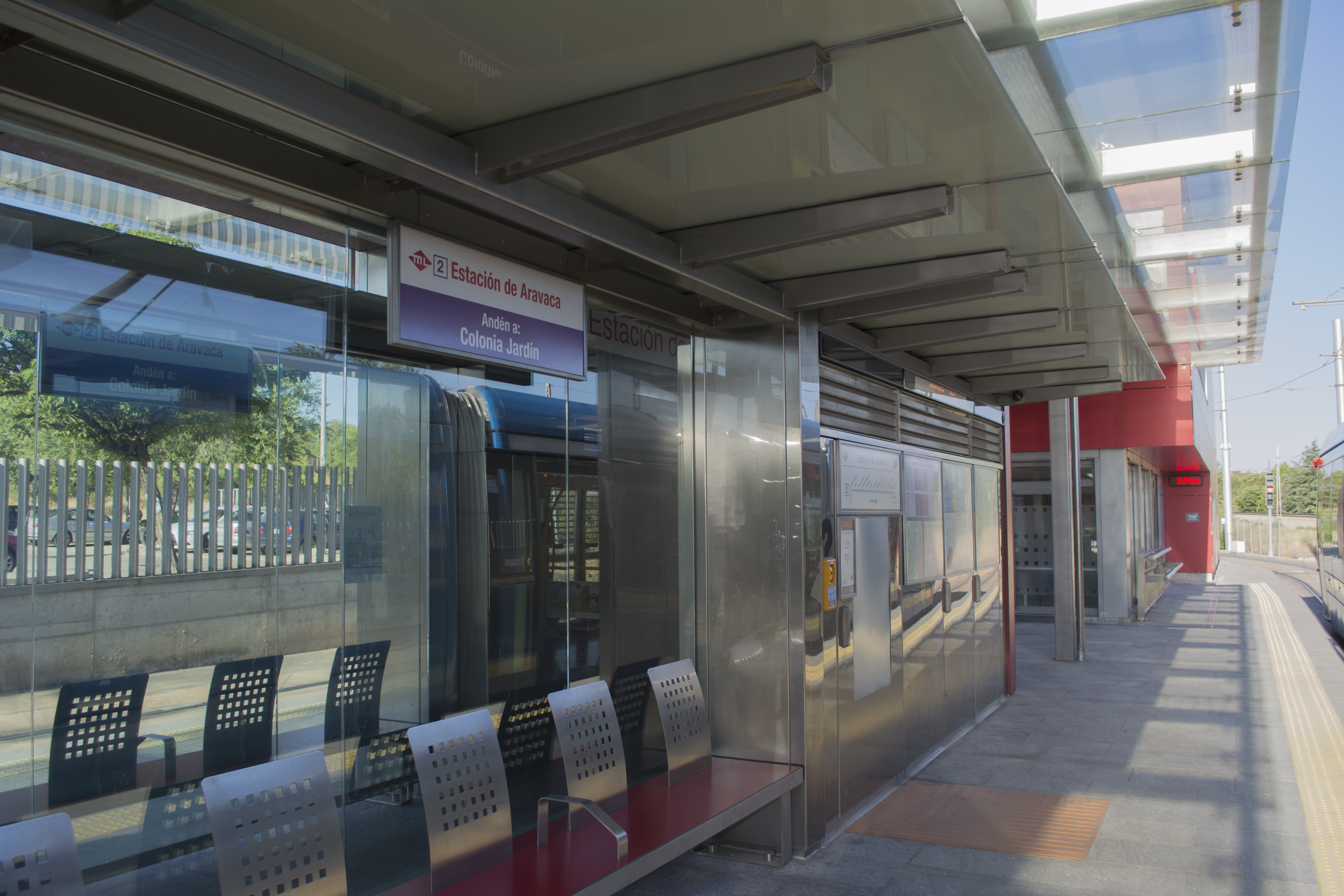
Andén de Metro Ligero de la estación de Aravaca.

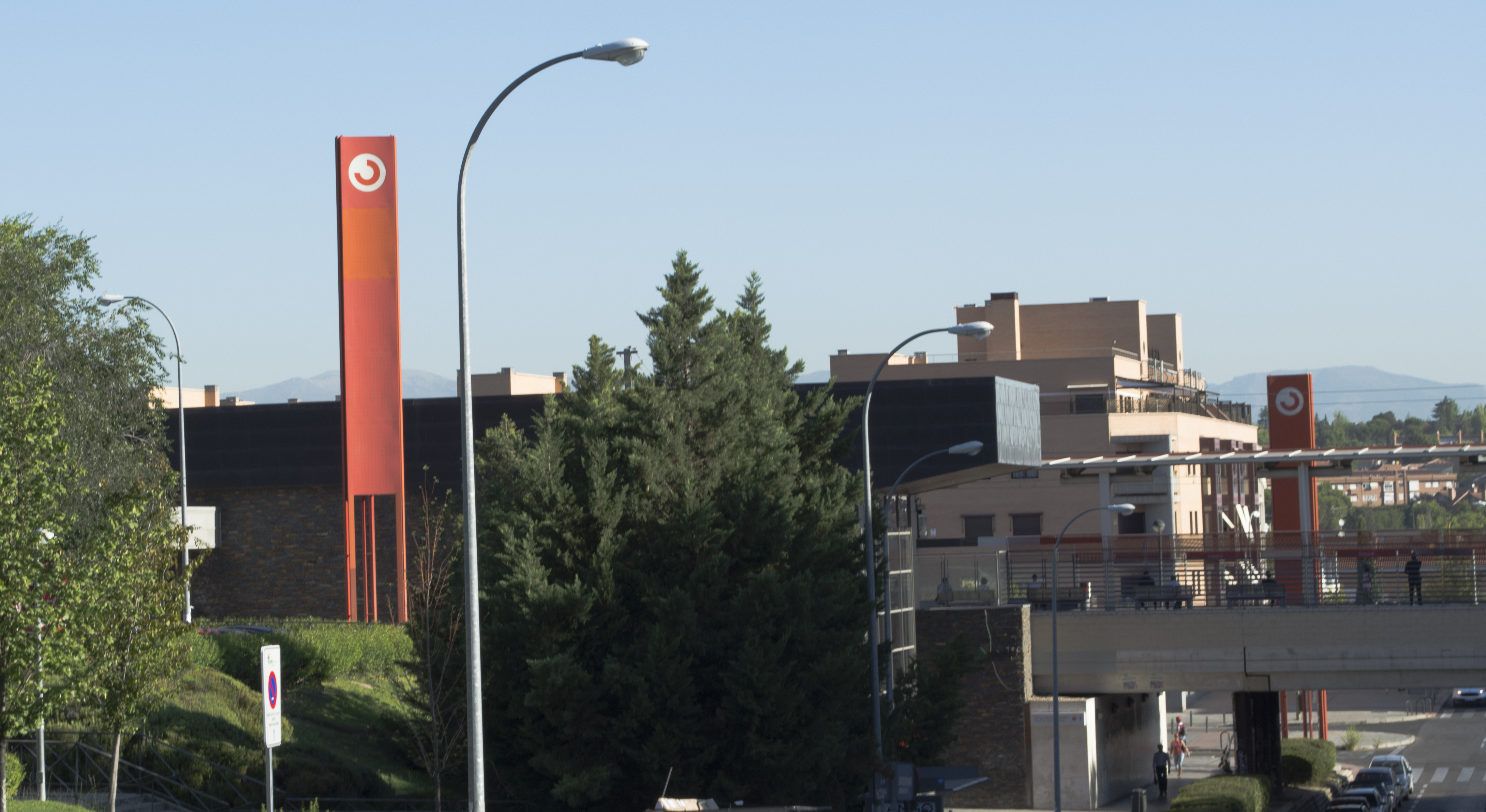
Estación de tren de Aravaca, fotografiada desde la rotonda de la Avenida del Talgo con calle Golondrina.

La estación de cercanías ofrece conexiones con la ML-2 del  Metro Ligero y con la red de autobuses urbanos e interurbanos.

### Accesos
- Estación de Aravaca Avda. Talgo, 236

Vestíbulo Renfe
- Aravaca  Avda. Talgo, 234. Vestíbulo principal. Trenes en dirección Príncipe Pío (C-7) y Chamartín (C-10)
- Aravaca C/ Golondrina, 104. Vestíbulo principal. Trenes en dirección Príncipe Pío (C-7) y Chamartín (C-10)
- Aravaca C/ Golondrina, 104. Trenes en dirección Villalba (C-10) y Alcalá de Henares (C-7).

### Metro Ligero
| << cabecera    | < estación | línea | estación >     | cabecera >>    |
| -------------- | ---------- | ----- | -------------- | -------------- |
| Colonia Jardín | Berna      |       | final de línea | final de línea |

### Cercanías
| procedencia/destino | < estación   | Línea | estación > | destino/procedencia |
| ------------------- | ------------ | ----- | ---------- | ------------------- |
| Príncipe Pío        | Príncipe Pío |       | Pozuelo    | Alcalá de Henares   |
| Chamartín           | Príncipe Pío |       | Pozuelo    | Villalba            |

### Autobuses
| Diurnos   |             |                                                       |
| Línea     | Destino     | Parada                                                |
| 160       | Aravaca     | 4578 ESTACIÓN DE ARAVACA-RÍO ARLANZÓN (C/ Golondrina) |
| 161       | Moncloa     | 4578 ESTACIÓN DE ARAVACA-RÍO ARLANZÓN (C/ Golondrina) |
| 160       | Moncloa     | 4579 ESTACIÓN DE ARAVACA-RÍO ARLANZÓN (C/ Golondrina) |
| 161       | Aravaca Sur | 4579 ESTACIÓN DE ARAVACA-RÍO ARLANZÓN (C/ Golondrina) |
| 163       | El Plantío  | 3575 ESTACIÓN DE ARAVACA (Cabecera)                   |
| Nocturnos |             |                                                       |
| Línea     | Destino     | Parada                                                |
| N28       | Aravaca     | 4578 ESTACIÓN DE ARAVACA-RÍO ARLANZÓN (C/ Golondrina) |
| N28       | Moncloa     | 4579 ESTACIÓN DE ARAVACA-RÍO ARLANZÓN (C/ Golondrina) |

| Diurnos |                                                             |                                                                                 |                           |
| Línea   | Destino                                                     | Parada                                                                          | Operador                  |
| 658     | Pozuelo de Alarcón (Prado Somosaguas - Ciudad de la Imagen) | Arroyo Pozuelo-Gta. Sierra Paramera (n.º 105 B) (sentido Pozuelo de Alarcón)    | Avanza Movilidad Integral |
| 658     | Madrid (Moncloa)                                            | Arroyo Pozuelo-Gta. Sierra Paramera (n.º 105 B) (sentido Carretera de Castilla) | Avanza Movilidad Integral |